# Trilok Gurtu
Trilok Gurtu (Bombay, 30 ottobre 1951) è un percussionista, batterista e musicista indiano.

## Biografia
Fu iniziato alle tabla dalla madre Shobha Gurtu, una delle cantanti più famose in India. Nei primi anni 70 cominciò a studiare la batteria, entrando presto nel mondo della world music prendendo attivamente parte al progetto del gruppo italiano Aktuala che coniugavano sapientemente ad una complessa ricerca ritmica, un percorso basato sullo svisceramento delle sonorità africane e orientali. Successivamente dopo lo scioglimento degli Aktuala, Trilok cominciò l'avventura jazzistica suonando con Don Cherry e Charlie Mariano. Nel 1978 si trasferì in Germania, dove tuttora vive.
Le sue collaborazioni vanno da Jan Garbarek a Joe Zawinul a Bill Laswell, ma più spesso lo si è visto accanto a chitarristi come Pat Metheny, Terje Rypdal, Vernon Reid, David Torn, Ralph Towner, Andy Summers, Larry Coryell e soprattutto John McLaughlin con cui collabora da più di vent'anni. In Italia ha suonato con Ivano Fossati, Marina Rei, Pino Daniele, Stefano Bollani ed il DJ Robert Miles con cui ha firmato nel 2004 l'album Miles Gurtu. Nel 2010 Trilok Gurtu ha suonato nell'album Piano Car del compositore Stefano Ianne insieme a Ricky Portera, Nick Beggs (Kajagoogoo), Mario Marzi, Terl Bryant (John Paul Jones), John De Leo. Gurtu ha anche partecipato al progetto Tabla Beat Science, esempio di musica etno-elettronica, con Bill Laswell, Talvin Singh e Karsh Kale.
Gurtu, fondendo la tecnica occidentale ed indiana, ha sviluppato uno stile ed un suono inconfondibili che da metà anni 90 lo rendono dominatore delle classifiche di popolarità tra i percussionisti. Spesso non suona seduto, ma inginocchiato sulla gamba destra controllando con il piede sinistro il pedale del charleston.
Suonando in ginocchio, il suo set non prevede la grancassa che viene sostituita da un piccolo tom dotato di trigger che ne riproduce il suono. Quindi la parte che solitamente viene eseguita dal piede destro, viene affidata interamente alla mano sinistra.

## Multimedia

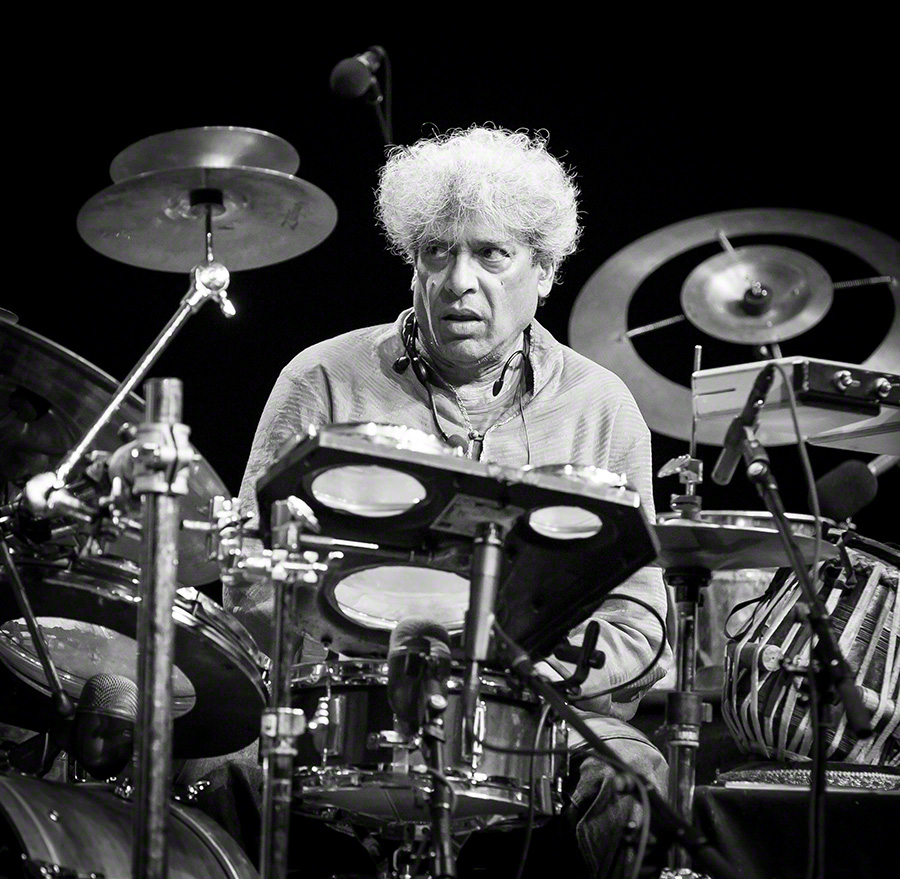
Trilok Gurtu, Oslo Jazzfestival 2016

- Trilok Gurtu, 1993 Zildjian Day, su youtube.com.